# Hạm đội tàu sân bay thứ ba (Đế quốc Nhật)
Hạm đội Tàu sân bay thứ ba (第三航空戦隊, (Đệ tam Hàng không Chiến đội) Dai-San Kōkū sentai, thường được viết tắt là  三航戦 Sankō-sen) là hạm đội tàu mẹ thủy phi cơ chủ lực của Hạm đội Liên hợp thuộc Hải quân Đế Quốc Nhật Bản.

## Cơ cấu lực lượng
| Ngày                                | Lực lượng cấp trên        | Tàu và lực lượng không quân                                |
| ----------------------------------- | ------------------------- | ---------------------------------------------------------- |
| Ngày 1 tháng 7 năm 1936 (thàng lập) | Hạm đội Liên hợp          | Kamoi, Ngư lôi đội 28 : Asanagi, Yūnagi                    |
| Ngày 1 tháng 12 năm 1936            | Giải thể                  | Giải thể                                                   |
| Ngày 27 tháng 8 năm 1937            | Hạm đội 3                 | Kamoi                                                      |
| Ngày 20 tháng 10 năm 1937           | Hạm đội khu vực Trung Hoa | Kamoi, Notoro                                              |
| Ngày 1 tháng 12 năm 1937            | Hạm đội 3                 | Kamoi, Kagu Maru, Kamikawa Maru                            |
| Ngày 1 tháng 2 năm 1938             | Hạm đội 5                 | Kamoi, Kagu Maru, Kamikawa Maru                            |
| Ngày 15 tháng 12 năm 1938           | Giải thể                  | Giải thể                                                   |
| Ngày 15 tháng 11 năm 1940           | Hạm đội 1                 | Ryūjō, Hōshō, Khu trục đội 34 : Akikaze, Tachikaze, Hakaze |
| Ngày 11 tháng 8 năm 1941            | Hạm đội 1                 | Zuihō, Hōshō, Mikazuki, Yūzuki                             |
| Ngày 1 tháng 4 năm 1942             | Giải thể                  | Giải thể                                                   |
| Ngày 1 tháng 2 năm 1944             | Hạm đội 3                 | Chitose, Chiyoda, Zuihō, Kōkūtai số 653                    |
| Ngày 15 tháng 8 năm 1944            | Hạm đội 3                 | Zuikaku, Chitose, Chiyoda, Zuihō, Kōkūtai số 653           |
| Ngày 15 tháng 11 năm 1944           | Giải thể                  | Giải thể                                                   |

## Chỉ Huy
|   | Quân hàm                | Tên             | Ngày                      | Ghi chú                                             |
| - | ----------------------- | --------------- | ------------------------- | --------------------------------------------------- |
| 1 | Chuẩn Đô đốc            | Takamoto Togari | Ngày 1 tháng 7 năm 1936   |                                                     |
| x |                         | giải thể        | Ngày 1 tháng 12 năm 1936  |                                                     |
| 2 | Đại tá HQ/ Chuẩn Đô đốc | Kōkichi Terada  | Ngày 27 tháng 8 năm 1937  | Phong hàm Chuẩn Đô đốc vào ngày 1 tháng 12 năm 1937 |
| x |                         | giải thể        | Ngày 15 tháng 12 năm 1938 |                                                     |
| 3 | Chuẩn Đô đốc            | Kakuji Kakuta   | Ngày 15 tháng 11 năm 1940 |                                                     |
| 4 | Chuẩn Đô đốc            | Torao Kuwabara  | Ngày 1 tháng 9 năm 1941   |                                                     |
| x |                         | giải thể        | Ngày 1 tháng 4 năm 1942   |                                                     |
| x |                         | vị trí trống    | Ngày 1 tháng 2 năm 1944   |                                                     |
| 5 | Chuẩn Đô đốc            | Sueo Ōbayashi   | Ngày 15 tháng 2 năm 1944  |                                                     |
| 6 |                         | vị trí trống    | Ngày 1 tháng 10 năm 1944  |                                                     |
| x |                         | giải thể        | Ngày 15 tháng 11 năm 1944 |                                                     |